# Tadeusz Figiel

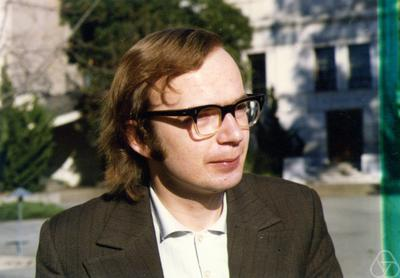
Tadeusz Figiel

Tadeusz Figiel (Gdańsk, 2 de julho de 1948) é um matemático polonês, especialista em análise funcional.

## Biografia
Graduou-se em matemática em 1970 na Universidade de Varsóvia. Obteve um doutorado em 1972, orientado por Aleksander Pełczyński, com uma habilitação em 1975 (O modułach wypukłości i gładkości - On modules of convexity and smoothness) no Instytut Matematyczny Polskiej Akademii Nauk. Lá foi em 1983 professor associado e em 1990 full professor. É editor-in-chief do periódico Studia Mathematica.
Foi palestrante convidado do Congresso Internacional de Matemáticos em Varsóvia (1983).

## Publicações selecionadas
- com William B. Johnson: "The approximation property does not imply the bounded approximation property." Proc. Amer. Math. Soc. 41 (1973), 197–200. doi:10.1090/S0002-9939-1973-0341032-5
- com Wayne J. Davis, William B. Johnson, and Alexander Pelczynski: "Factoring weakly compact operators." Journal of Functional Analysis 17, no. 3 (1974): 311–327.
- com W. B. Johnson. "A uniformly convex Banach space which contains no lp." Compositio Mathematica 29, no. 2 (1974): 179–190.
- com W. B. Johnson and Lior Tzafriri: "On Banach lattices and spaces having local unconditional structure, with applications to Lorentz function spaces." Journal of Approximation Theory 13, no. 4 (1975): 395–412.
- "On the moduli of convexity and smoothness." Studia Mathematica 56, no. 2 (1976): 121–155.
- com Joram Lindenstrauss e Vitali D. Milman: "The dimension of almost spherical sections of convex bodies." Acta Mathematica 139, no. 1 (1977): 53–94. doi:10.1007/BF02392234
- com Z. Ciesielski: "Spline bases in classical function spaces on compact C∞ manifolds, Part II." Studia Mathematica 76, no. 2 (1983): 95–136.
- "Singular integral operators: a martingale approach." Geometry of Banach spaces (Strobl, 1989) 158 (1990): 95–110.
- com Ken Dykema, Gary Weiss, and Mariusz Wodzicki: "Commutator structure of operator ideals." Advances in Mathematics 185, no. 1 (2004): 1– 79.